# Skoky na lyžích na Zimních olympijských hrách 2002
Skoky na lyžích na Zimních olympijských hrách 2002 v Salt Lake City zahrnovaly tři soutěže ve skocích na lyžích, dvě soutěže jednotlivců a jednu soutěž družstev; konaly se v Park City.

## Přehled medailí
| Pořadí | Země            | Zlato | Stříbro | Bronz | Celkově |
| ------ | --------------- | ----- | ------- | ----- | ------- |
| 1.     | Švýcarsko (SUI) | 2     | 0       | 0     | 2       |
| 2.     | Německo (GER)   | 1     | 1       | 0     | 2       |
| 3.     | Finsko (FIN)    | 0     | 1       | 1     | 2       |
| 3.     | Polsko (POL)    | 0     | 1       | 1     | 2       |
| 5.     | Slovinsko (SLO) | 0     | 0       | 1     | 1       |
| Celkem | Celkem          | 3     | 3       | 3     | 9       |

## Medailisté

### Muži
| Disciplína            | Zlato                                                                       | Výkon | Stříbro                                                                            | Výkon | Bronz                                                                   | Výkon |
| --------------------- | --------------------------------------------------------------------------- | ----- | ---------------------------------------------------------------------------------- | ----- | ----------------------------------------------------------------------- | ----- |
| střední můstek        | Simon Ammann · Švýcarsko (SUI)                                              | 269.0 | Sven Hannawald · Německo (GER)                                                     | 267.5 | Adam Małysz · Polsko (POL)                                              | 263.0 |
| velký můstek          | Simon Ammann · Švýcarsko (SUI)                                              | 281.4 | Adam Małysz · Polsko (POL)                                                         | 269.7 | Matti Hautamäki · Finsko (FIN)                                          | 256.0 |
| velký můstek družstva | Německo · Sven Hannawald · Stephan Hocke · Michael Uhrmann · Martin Schmitt | 974.1 | Finsko · Matti Hautamäki · Veli-Matti Lindström · Risto Jussilainen · Janne Ahonen | 974.0 | Slovinsko · Damjan Fras · Primož Peterka · Robert Kranjec · Peter Žonta | 946.3 |